# الساندرو نیستا
الساندرو نیستا (انگلیسی: Alessandro Nista؛ زادهٔ ۱۰ ژوئیهٔ ۱۹۶۵) بازیکن فوتبال اهل ایتالیا است.
از باشگاه‌هایی که در آن بازی کرده‌است می‌توان به باشگاه فوتبال سورنتو کالچو، باشگاه فوتبال لیدز یونایتد، باشگاه فوتبال تورینو، باشگاه فوتبال پارما، باشگاه فوتبال آنکونا، و باشگاه فوتبال پیزا اشاره کرد.
وی همچنین در تیم ملی فوتبال زیر ۲۱ سال ایتالیا بازی کرده‌است.